# Глигорие Дракалович
Глигорие Дракалович (на сръбски: Глигорије Дракаловић) е македонски сърбоманин, депутат в югославския парламент.

## Биография
Дракарович е роден в малешевската паланка Берово. Работи като сръбски учител и просветен инспектор. В 1925 година е избран за депутат от Брегалнишки окръг от листата на Демократическата партия на Любомир Давидович.